# 1948 وما بعدها
1948 وما بعدها: إسرائيل والفلسطينيون (بالإنجليزية: 1948 and After: Israel and the Palestinians) هي مجموعة مقالات للمؤرخ الإسرائيلي بيني موريس. نُشر الكتاب لأول مرة في غلاف مقوى عام 1990. وقد تمت مراجعته وتوسيعه (إلى حد كبير على أساس المواد المتاحة حديثًا) ونشرته دار كلارندون للنشر، أكسفورد، في عام 1994،(ردمك 0-19-827929-9).
وقد تضمنت الطبعة الموسعة لعام 1994 فصلاً جديداً كاملاً (الفصل الخامس): يوسف النحماني والقضية العربية في عام 1948. وقد تم توسيع الفصل الأول (التأريخ الجديد: إسرائيل وماضيها) والفصل العاشر (نقل العرب المتبقين من المجدل إلى غزة، 1950) بشكل كبير.

## ملخص مفصل

### التأريخ الجديد: إسرائيل وماضيها
في الفصل الأول، يقدم موريس الخطوط العريضة لتفنيده لنظرية السبب الواحد لخروج الفلسطينيين. في ص. في الصفحة 31، كتب: "في دحض تفسير تيفيت للسبب الوحيد ("الأوامر العربية") للخروج حتى 15 مايو، أشرتُ إلى أنه لا يوجد دليل يدعمه، وأن الوثيقة الوحيدة التي يستطيع تيفيت الاستشهاد بها، تقرير الهاغاناه الصادر في 24 أبريل، تشير صراحةً إلى "شائعات" وإلى أمر موجه إلى "عدة مواقع" (بدلاً من أمر شامل موجه إلى "عرب فلسطين"). علاوة على ذلك، لم يُشر إلى هذه "الشائعات" ولا إلى الأمر المزعوم مرة أخرى في أي تقرير استخباراتي لاحق للهاغاناه (وهو ما كان سيحدث بالتأكيد لو تأكدت هذه "الشائعات" ولو تم التقاط أمر فعلي). والحقيقة هي أن العكس هو ما حدث: فقد التقطت استخبارات الهاغاناه والبعثات الدبلوماسية الغربية في الشرق الأوسط في ذلك الوقت، حوالي 5–6 مايو 1948، وسجلت واقتبست من أوامر ونداءات عربية (صادرة عن عبد الله الأول بن الحسين، وقائد جيش التحرير العربي فوزي القاوقجي، وإذاعة دمشق). عرب فلسطين (توضيح) بالبقاء في ديارهم، أو العودة إلى فلسطين إن كانوا في المنفى. ليس هذا دليلاً على "أوامر عربية" بالفرار، بل أوامر بالبقاء خلال تلك الأسابيع الحاسمة التي سبقت الغزو. إنه يتعارض مع التسلسل الزمني، والذي لا مفر منه. لقد كان هناك تطابق شبه عالمي بين الهجمات اليهودية في مناطق محددة وعلى مدن محددة وهروب العرب من هذه المناطق والمدن؛
- في 17 أبريل، تعرضت طبريا لهجوم من قبل لواء جولاني، وتم إخلاء سكانها العرب في 18 أبريل.
- تعرضت حيفا العربية للهجوم وهُزمت في 21–22 أبريل؛ حيث أخلى معظم سكانها العرب البالغ عددهم 70 ألف نسمة المدينة خلال 22 أبريل. – 1 مايو.
- تعرضت يافا لهجوم من قبل منظمة إرجون تسفاي لئومي في الفترة من 25 إلى 27 أبريل؛ وفر الجزء الأكبر من سكانها الذين تراوح عددهم بين 70 ألفًا و80 ألف نسمة من المدينة في الفترة من 25 أبريل إلى 13 مايو.
- تعرضت صفد للهجوم والاستيلاء عليها من قبل البلماح في 9–10 مايو؛ وفر سكانها العرب البالغ عددهم 10 آلاف نسمة من المدينة في 10 مايو.
- تم احتلال الجليل الشرقي من قبل وحدات البلماح في الفترة ما بين 2 مايو و25 مايو؛ وقد هجرت القرى في المنطقة خلال تلك الفترة. وهكذا دواليك. "

(ص 32): "هذا يعني أن هجوم الهاجاناه / الإرغون / جيش الاحتلال الإسرائيلي كان عادةً السبب الرئيسي والنهائي لهروب العرب... فلو كان الأمر/الأوامر العربية قد صدرت في 10 أبريل، فلماذا انتظر سكان حيفا أسبوعين، وسكان صفد أو الجليل الشرقي شهرًا أو أكثر للمغادرة؟ ولو كان الأمر قد صدر، مثلاً، في 25 أبريل، فلماذا غادر سكان طبرية قبل ثلاثة أيام؛ أو سكان صفد انتظروا أسبوعين آخرين قبل المغادرة؟"

### ماباي ومبام والمشكلة العربية في عام 1948
وهنا يدرس موريس المواقف المتطورة تجاه "المشكلة العربية" كما ظهرت في الحزبين المهيمنين، مبام وماباي في عام 1948. ومن بين الأحزاب الصغيرة، كان التعديليون فقط هم من تحدثوا بصوت واضح. (ص 51:) في 13 مايو أعلنت شتيرن : 
«إن الهجوم القوي على مراكز السكان العرب سوف يزيد من حركة اللاجئين، وسوف تمتلئ جميع الطرق في اتجاه شرق الأردن والدول المجاورة بالجماهير المذعورة، وهذا سوف يعيق الحركة العسكرية للعدو، كما حدث أثناء انهيار فرنسا [في الحرب العالمية الثانية]... لقد أتيحت لنا فرصة عظيمة... إن هذه الأرض كلها لنا...»

#### (ص 53): ماباي
يتناول موريس "الوثائق الورقية" المتعلقة بـ"القضية العربية"، ويكتب أن الأمر الأكثر لفتاً للانتباه بشأن حزب ماباي هو أن الحزب ـ وفقاً لـ"الوثائق الورقية" ـ لم يناقش هذه القضية إلا نادراً.
وكانت جولدا مائير أول من كسر الصمت، إذ قالت بعد زيارة للأحياء العربية المهجورة في حيفا في الحادي عشر من مايو/أيار إن الحزب أصبح الآن مضطراً إلى تحديد السلوك الإسرائيلي تجاه العرب المتبقين. ولم يتم الاستجابة لدعواتها لإجراء مناقشة حزبية شاملة حول هذه القضية. يكتب موريس (ص. 55): "كان الأمر كما لو أن حجراً كبيراً أُلقي في بركة ماء، لكنه لم يُحدث أي تموجات على الإطلاق". المناظرة الكاملة الوحيدة لحزب الماباي في عام 1948 جرت في 24 يوليو/تموز. بعض الاقتباسات من تلك المناقشة:
(ص 57) بحسب ديفيد بن جوريون، فقد فاجأته شيئان أثناء الحرب: هروب العرب والنهب اليهودي. "تبين أن أغلب اليهود لصوص". كان الجميع يسرقون وينهبون، بما في ذلك "رجال وادي يزرعيل، ونخبة الرواد، وآباء البالماح".
قال شلومو لافي، أحد قدامى حركة الكيبوتس: "إن... النقل إلى خارج البلاد هو في نظري أحد أكثر الأمور عدالة وأخلاقية وصحة التي يمكن القيام بها. لقد فكرت في هذا... لسنوات عديدة".
(ص 57–58) أيد أبراهام كاتزنيلسون هذا الرأي: لا يوجد شيء "أكثر أخلاقية، من وجهة نظر الأخلاق الإنسانية العالمية، من إفراغ الدولة اليهودية من العرب ونقلهم إلى مكان آخر... وهذا يتطلب [استخدام] القوة".
وفي ذلك الاجتماع، صرح شيرتوك قائلاً: "من المستحسن بالنسبة لنا أن لا يعود العرب، إذا كان ذلك ممكناً على الإطلاق... [هذا له] مبرر تاريخي. وأضاف أن "من الأفضل لإسرائيل والدول العربية على المدى البعيد ألا تعاني إسرائيل من مشاكل داخلية ناجمة عن وجود أقلية عربية كبيرة". لكن شيرتوك قال إنه لا يعتقد أن الوقت مناسب الآن لصياغة هذا الموقف "علنا" [أي علناً]. (ص 58)

#### (ص 58): مابام
(ص 59–61): كتب أهارون كوهين، رئيس القسم العربي في حزب مبام، مذكرة بعنوان: "سياستنا العربية في خضم الحرب"، في ١٠ مايو. في ملاحظاته على المذكرة، المكتوبة في 6 مايو 1984، كتب: "هناك إخلاء متعمد [للعرب]... قد يفرح الآخرون – أنا، كاشتراكي، أشعر بالخجل والخوف... لكسب الحرب وخسارة السلام... ستعيش دولة [إسرائيل]، عند قيامها، على سيفها". وكتب في المذكرة: "... بدافع أهداف سياسية معينة، وليس فقط بدافع الضرورة العسكرية، طُرد العرب. عمليًا،... "كان يتم تنفيذ عملية "نقل" العرب خارج منطقة الدولة اليهودية، وهذا من شأنه في نهاية المطاف أن ينقلب ضد الييشوف، سواء عسكريا (من خلال زيادة الغضب العربي القومي) أو سياسيا. (ص 66): اتهم كوهين "أن الأمر كان يعتمد علينا فيما إذا كان العرب سيبقون أو سيهربون... [لقد فروا] وكان هذا [تنفيذًا] لخط بن جوريون الذي ينشط فيه رفاقنا [أيضًا]".
(ص 64): أدان يعقوب حزان، أحد قادة كيبوتس أرتزي، بشكل صريح معاملة الهاغاناه للعرب الذين بقوا. في قرية أبو شوشة، القريبة من كيبوتسه، هدمت الهاغاناه القرية بالكامل، بدلًا من التمييز بين منازل الأصدقاء ومنازل أعداء اليشوف. وتحدث عن "القتل والسطو والاغتصاب" التي مارستها الهاغاناه. لا أعتقد أن جيشنا يجب أن يكون مثل أي جيش. "
(ص 65): يعاري، زعيم حزب مبام، 14 حزيران/يونيو: "في الحقيقة، فر الآلاف [من الفلسطينيين]، ولكن ليس دائماً بمحض إرادتهم. لقد كانت هناك حلقات مخزية. لم يكن هناك ضرورة لإخلاء كافة القرى... " "

### تحليل تقرير جيش الاحتلال الإسرائيلي لشهر يونيو 1948
نُشرت هذه المقالة لأول مرة في مجلة دراسات الشرق الأوسط، يناير 1986.
يتناول جزء كبير من هذه المقالة شرح موريس وتفسيره لوثيقة عُثر عليها عام 1985 ضمن أوراق أهارون كوهين بعنوان "هجرة العرب من فلسطين في الفترة 1/12/1947". – 1/6/1948" التي أنتجتها دائرة استخبارات جيش الاحتلال الإسرائيلي في وقت ما خلال الهدنة الأولى.
يعود تاريخ التقرير إلى 30 يونيو/حزيران 1948، ويتألف من جزأين: نص من تسع صفحات وملحق من خمس عشرة صفحة. ويوضح موريس أن التفاصيل الواردة في الملحق تُشكل أساسًا للتحليل الإحصائي في النص.
ومن المفترض أن المؤلف هو موشيه ساسون، مساعد مدير القسم العربي في جهاز المخابرات. (ثم أصبح فيما بعد سفيرًا لإسرائيل في إيطاليا مصر.)[بحاجة لمصدر]

#### المحتوى
وبحسب التقرير، يقول موريس إنه عشية قرار تقسيم الأمم المتحدة في 29 نوفمبر/تشرين الثاني 1947، كان هناك 219 قرية عربية وأربع مدن عربية، أو عربية جزئياً، في المناطق المخصصة للقرار لتكون جزءاً من الدولة اليهودية، وبلغ إجمالي عدد السكان العرب 342 ألف نسمة. وبحلول الأول من يونيو/حزيران 1948، تم إخلاء 180 من هذه القرى والبلدات، مع فرار 239 ألف عربي من مناطق الدولة اليهودية.
وبالإضافة إلى ذلك، فرّ 152 ألف عربي من المناطق التي خصصت دولة فلسطين بموجب خطة التقسيم. وبحسب التقرير، بلغ العدد الإجمالي للاجئين 391 ألف لاجئ بحلول الأول من يونيو/حزيران 1948، بزيادة أو نقصان تتراوح بين 10% و15%. وقيل إن نحو 103 آلاف عربي بقوا في المنطقة المخصصة للدولة اليهودية.
يُحدد التقرير أربع مراحل في عملية الخروج، منها المرحلة الرابعة، في مايو/أيار 1948، التي عُرفت بأنها "المرحلة الرئيسية والحاسمة في حركة هجرة عرب فلسطين. بدأ هَوَس الهجرة يتطور، وأزمة ثقة في القوة العربية".
ويخلص التقرير إلى أنه "يمكن القول إن ما لا يقل عن 55% من إجمالي عمليات الخروج كان بسبب عملياتنا [الهاغاناه/جيش الاحتلال الإسرائيلي] وتأثيرها". بالإضافة إلى ذلك، "تسببت آثار عمليات المنظمات اليهودية المنشقة بشكل مباشر في حوالي 15%... من الهجرة".
ويشير موريس إلى أن التقرير يُشير إلى أنه في الأماكن التي وُجدت فيها "قوة عسكرية عربية قوية"، لم يُخلي القرويون "بسرعة". ويشير إلى أن التقرير يقول إن "المؤسسات العربية حاولت مكافحة ظاهرة الهروب والإجلاء، والحد من موجات الهجرة... وحاولت بشكل خاص منع هجرة الشباب في سن التجنيد... ولكن كل هذه الإجراءات فشلت تماما لأنه لم يتم اتخاذ أي إجراء إيجابي من شأنه أن يكبح العوامل الدافعة نحو الهجرة".

كتب موريس: 
| « | "...يبذل التقرير قصارى جهده للتأكيد على أن الخروج كان مخالفًا للرغبات السياسية والاستراتيجية لكل من اللجنة العربية العليا وحكومات الدول العربية المجاورة" [] "... لا يذكر التقرير أي أمر شامل صدر عبر محطات الإذاعة العربية أو من خلال وسائل أخرى للفلسطينيين لإخلاء منازلهم أو قراهم. لو صدر مثل هذا الأمر، لكان قد تم ذكره أو الاستشهاد به بلا شك في هذه الوثيقة؛ فقد راقب جهاز استخبارات الهاجاناه وفرع استخبارات جيش الدفاع الإسرائيلي عن كثب البث الإذاعي العربي والصحافة العربية. ... يظهر منه [التقرير] انطباعًا واضحًا للغاية بأن إخلاء القرى والبلدات من السكان كان نتيجة غير متوقعة لعمليات كان الغرض منها كليًا أو في المقام الأول احتلال المواقع العسكرية والمواقع الاستراتيجية في سياق صراع حياة أو موت. لقد شكلت العمليات العسكرية اليهودية بالفعل 70 في المائة من الهجرة العربية؛ لكن إخلاء القرى من السكان في معظم الحالات كان نتيجة عرضية، وإن كان ينظر إليها بشكل إيجابي، لهذه العمليات، وليس هدفها.... لكن من أجل فهم النزوح الفلسطيني حتى 1 حزيران، يجب على المرء، وفقاً لفرع الاستخبارات في الجيش الإسرائيلي، أن يصل بشكل أساسي إلى المنطقة الوسطى الشاسعة بين الطرد المباشر والمخطط له مسبقاً من قبل الجيش الإسرائيلي والهروب الميكافيلي المدبر عربياً. وهناك، في خضم الازدهار المخيف والتهديد بضربات البنادق، وفقدان الثقة في القوة العربية، وهروب الأقارب والأصدقاء، وهجر البلدات القريبة، والخوف العام والواسع من المستقبل المجهول، سيجد المرء الجزء الأكبر من اللاجئين الفلسطينيين قبل حزيران/يونيو“. | » |

### يوسف فايتس ولجان الترحيلات، 1948–1949
نُشرت هذه المقالة لأول مرة في مجلة دراسات الشرق الأوسط عام 1986.
كان يوسف ويتز مديرًا لدائرة الأراضي في الصندوق القومي اليهودي، والذي كان مسؤولاً منذ ثلاثينيات القرن العشرين عن الاستحواذ على الأراضي (معظمها من العرب) لصالح اليشوف. وكان له دور فعال في إنشاء "لجان النقل".

### قضية أبو غوش وبيت نقوبا والفريديس وجسر الزرقاء عام 1948

#### أبو غوش
لقد تم طرد سكان قرية أبو غوش أول مرة في عام 1948، ولكن الجزء الأكبر من السكان "تسللوا" إلى ديارهم في الأشهر والسنوات التالية. في النصف الثاني من عام 1949، بدأت قوات جيش الاحتلال الإسرائيلي شرطة إسرائيل في النزول على أبو غوش في سلسلة من عمليات البحث والطرد الوحشية إلى حد ما، حيث قاموا بتجميع "المتسللين" الأحدث ودفعوهم عبر الحدود إلى الأردن. (ص 267–268): بعد إحدى هذه المداهمات، في أوائل عام 1950، أرسل سكان أبو غوش "رسالة مفتوحة" إلى أعضاء الكنيست والصحفيين، كتبوا فيها أن إسرائيل قاموا مرارًا وتكرارًا بقتل 1000 فلسطيني. 
"حاصروا قريتنا، وأخذوا نساءنا وأطفالنا وشيوخنا، وألقوا بهم عبر الحدود إلى صحراء النقب، ومات العديد منهم نتيجة لذلك، عندما تم إطلاق النار عليهم [أثناء محاولتهم العودة] عبر الحدود".
حتى الآن، كان السكان قد حافظوا على هدوئهم.
«ولكننا لا يمكننا أن نبقى صامتين أمام الحادث الأخير الذي وقع يوم الجمعة الماضي، عندما استيقظنا على صيحات تدوي عبر مكبرات الصوت معلنة أن القرية محاصرة وأن كل من يحاول الخروج منها سيُطلق عليه النار.... ثم بدأت قوات الشرطة والجيش في دخول المنازل وإجراء عمليات تفتيش دقيقة، ولكن لم يتم العثور على أي ممنوعات. في النهاية، وباستخدام القوة والضرب، قاموا بجمع نسائنا وعجائزنا وأطفالنا ومرضانا وعمياننا ونساءنا الحوامل. صرخ هؤلاء طالبين المساعدة ولكن لم يكن هناك منقذ. وكنا ننظر إليهم ونحن عاجزون عن فعل أي شيء سوى التوسل من أجل الرحمة. للأسف، لم تكن توسلاتنا بلا جدوى... ثم اقتادوا الأسرى الذين كانوا يبكون ويصرخون إلى مكان مجهول، وما زلنا نجهل ما حل بهم».
وقد سُمح لمعظم السكان بالعودة إلى ديارهم جزئياً بسبب الاحتجاج الشعبي. كتب موريس (ص 269): في النهاية لم يبق في المنفى، كلاجئين، في منطقة رام الله في الضفة الغربية سوى عشرات العائلات من عائلة أبو غوش.

#### بيت نقوبا
كتب موريس عن بيت نقوبا (ص 263): ”من المحتمل أن يكون سكان بيت نقوبا قد تلقوا أمرًا بالإخلاء من القادة العسكريين العرب في عين كارم و”نصيحة قوية“ بنفس المعنى من ليسر ونافون. ولكن من المحتمل أن تكون ”النصيحة“ التي أعطيت باسم لواء هارئيل، الذي كان يسيطر فعلياً على المنطقة، هي الأقوى من بين العاملين في التعجيل بالإخلاء“.
بين عامي 1948 و1964، عاش سكان بيت نقوبا (السابقون آنذاك) في البداية في بيت نقوبا في سطاف، ”تحت الأشجار، لأن العرب لم يسمحوا لهم بالقدوم عبر خطوطهم، بدافع عدم الثقة والانتقام“ (مقتبس في موريس، ص 264). بعد ذلك سُمح لهم بالإقامة مؤقتًا في أبو غوش.
(ص 266): السبب الذي قدمه الكيبوتس المحلي كريات عنافيم لعدم السماح لهم بالعودة هو "الأمن". ولكن معارضة كريات عنافيم لعودة لاجئي بيت نقوبا إلى قريتهم لم تكن تستند إلا جزئيا إلى اعتبارات "أمنية". كما أراد الكيبوتس الحصول على أراضي بيت نقوبا. كانت المشكلة أن حفنة من لاجئي بيت نقوبا المقيمين الآن في أبو غوش استمروا في زراعة أراضيهم، "ومن المفترض أنهم يتطلعون إلى اليوم الذي سيتمكنون فيه من العودة إلى ديارهم. ويبدو أنه طالما بقي سكان بيت نقوبا بالقرب من قريتهم المهجورة، فسيظلون على اتصال بها، ولن يتمكن أعضاء كريات عنافيم من الاستيلاء على أراضي القرية وزراعتها". وفي هذا الصدد، أوصى مسؤول وزارة الداخلية المسؤول عن قضاء القدس (في 16 مارس/آذار 1949) بنقل سكان بيت نقوبا المقيمين في أبو غوش "إلى مكان... بعيد".
ابتداءً من عام 1964، بدأ سكان بيت نقوبا السابقون بالانتقال إلى موقع جديد، يُدعى "عين نقوبا"، ويقع على بعض أراضيهم الواقعة جنوب طريق القدس – تل أبيب.

### نقل ما تبقى من عرب المجدل إلى غزة، 1950
وقد قام موريس بدراسة التقارير والمذكرات غير المنشورة سابقاً والمتعلقة بنقل عرب مجدل إلى غزة في عام 1950. كانت معظم التقارير/المذكرات موجودة في أرشيف دولة إسرائيل، ووزارة الخارجية (جهاز الأمن العام، وزارة الخارجية) وأرشيف العمل (الهستدروت)، ومعهد لافون، تل أبيب (لوس أنجلوس).
(ص. 337–338): ”في بداية أيلول/سبتمبر، أجرى الرائد ف. هـ. لوريو، وهو مراقب هدنة الأمم المتحدة ورئيس لجنة الهدنة العسكرية الإسرائيلية المصرية (= لجنة الهدنة المختلطة) بالنيابة في وقت ما، مقابلة مع بعض الذين تم إجلاؤهم بعد وقت قصير من وصولهم إلى قطاع غزة. وقيل له أن عرب المجدل، بعد فترة وجيزة من تحذيرهم بأنهم سيضطرون إلى مغادرة البلدة قريبًا، تم فرض ”1،650 جنيهًا إسرائيليًا مقابل مياه الشرب (كانت مجانية في السابق)“. كما تم إخبار لوريو أيضًا عن ”التأخير“ – قبل شهر أيلول/سبتمبر – في توزيع الحصص التموينية. كان العرب [...] محبوسين في معازلهم خلف الأسلاك الشائكة ونقاط التفتيش العسكرية، ونادرًا ما كان يُسمح لهم بالخروج“. (ISA–FM 2436/5bet.) اشتكى لوريا [...] من وجود حالات تم فيها سجن العرب الذين رفضوا الانتقال إلى غزة. ونفت إسرائيل ذلك. (ISA–FM 2436/5bet.)
(ص 338): كتب رئيس هيئة الأمم المتحدة لمراقبة الهدنة الجنرال ويليام رايلي [...]: "أ. منذ احتلال المجدل من قبل إسرائيل، يتم احتجاز العرب في أماكن خاصة. ب. لا يجوز لأصحاب المتاجر تجديد المخزون. ج. لا يجوز لأصحاب العقارات الدخول إلى منازلهم أو أراضيهم أو بساتينهم. د. الحصص الغذائية العربية أدنى من الحصص الغذائية الإسرائيلية. هـ. تنتشر بين العرب شائعات مفادها أن المجدل سوف تتحول إلى منطقة عسكرية [أي منطقة حرب]. و. رغب العديد من العرب في البقاء، لكنهم وجدوا ظروف معيشية مستحيلة بسبب المضايقات المستمرة (انظر أرشيف الأمم المتحدة، نيويورك)، (DAG–1/2.2.5.2.0–1، 13 سبتمبر 1950)
(ص 441): أصدر رئيس أركان هيئة الأمم المتحدة لمراقبة الهدنة، الفريق ويليام رايلي، من مشاة البحرية الأمريكية، في 21 سبتمبر/أيلول إدانة علنية غير عادية للطرد المستمر لعرب المجدل والطرد المتزامن لأعضاء (4000 وفقاً للأمم المتحدة) من قبيلة العزازمة البدوية من النقب إلى سيناء. وردت إسرائيل بإنكار التهمتين. وفي 17 نوفمبر/تشرين الثاني 1950 أدان مجلس الأمن إسرائيل في كلا الحالتين (القرار 89: القضية الفلسطينية (17 نوفمبر/تشرين الثاني)) وفي 30 مايو/أيار 1951 دعت اللجنة العسكرية المركزية إسرائيل إلى إعادة نازحي مجدل عام 1950. ورفضت إسرائيل القرار ونفت التهمة.

(ص 345) يستنتج موريس:
أصبحت مجدل رسميًا عسقلان في عام 1956، بعد المرور ببعض المحطات الاسمية – مجدل جاد ومجدل عسقلان. إن النقاش الثلاثي (إسرائيل ومصر والأمم المتحدة) حول ما إذا كان الانسحاب العربي "طوعيا" أو "قسريا" بحلول ذلك الوقت كان غير ذي صلة إلى حد ما. لم يتم الاستجابة لدعوات الأمم المتحدة للعودة التي وجهتها عام 1950، وكان مصير نازحي مجدل البقاء لعقود من الزمن إلى أجل غير مسمى في مخيمات اللاجئين القاتمة في غزة. ومن الواضح أنه بعد عام ونصف العام من المماطلة البيروقراطية، أراد جيش الاحتلال الإسرائيلي في عام 1950 إخراج هذا التجمع الأخير من العرب من السهل الساحلي الجنوبي، وهندس رحيلهم. لقد كان عدم ارتياح العرب في مجدل للحياة كأقلية معزولة، تحت الحكم العسكري، محاطة بالأسلاك الشائكة ونظام المرور، تعتمد على المساعدات الإسرائيلية، عاطلة عن العمل ومعوزة إلى حد كبير، معزولة عن أقاربها في غزة وعن العالم العربي بشكل عام، بمثابة خلفية تحضيرية. [...] وعندما ثبت عدم كفاية هذه [الأساليب] مع السكان المتشددين المتبقين المحميين من قبل الهستدروت، لجأ الجيش، في سبتمبر/أيلول وأوائل أكتوبر/تشرين الأول، إلى أساليب أكثر بدائية ــ إطلاق النار في الليل، والسلوك التهديدي من جانب الجنود، والزيارات غير المريحة في الساعات الأولى من الصباح، والاستدعاءات المتكررة، والاعتقالات العرضية. وكان استخدام هذه الأساليب مخفيا عن الرأي العام الإسرائيلي، وربما كان يفتقر إلى تصريح من مجلس الوزراء. ولتحلية الأمر، عرضت الحكومة العسكرية بعض الجزرات السخية في شكل حوافز مالية [...] وحتى يتم فتح سجلات وزارة الدفاع الإسرائيلية ومجلس الوزراء، فإن عمليات صنع القرار الدقيقة وراء نقل مجدل ستظل غير واضحة.